# Gruamonte

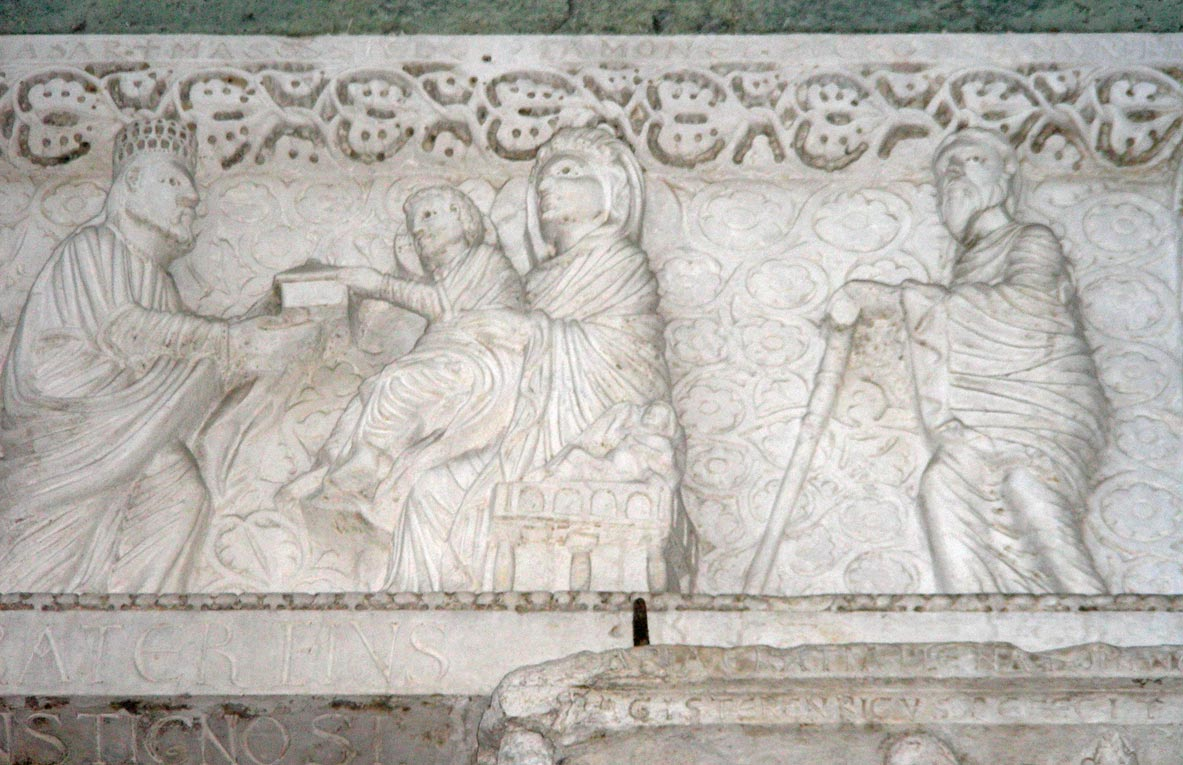
Cavalcata e adorazione dei Magi (1166) di Sant'Andrea

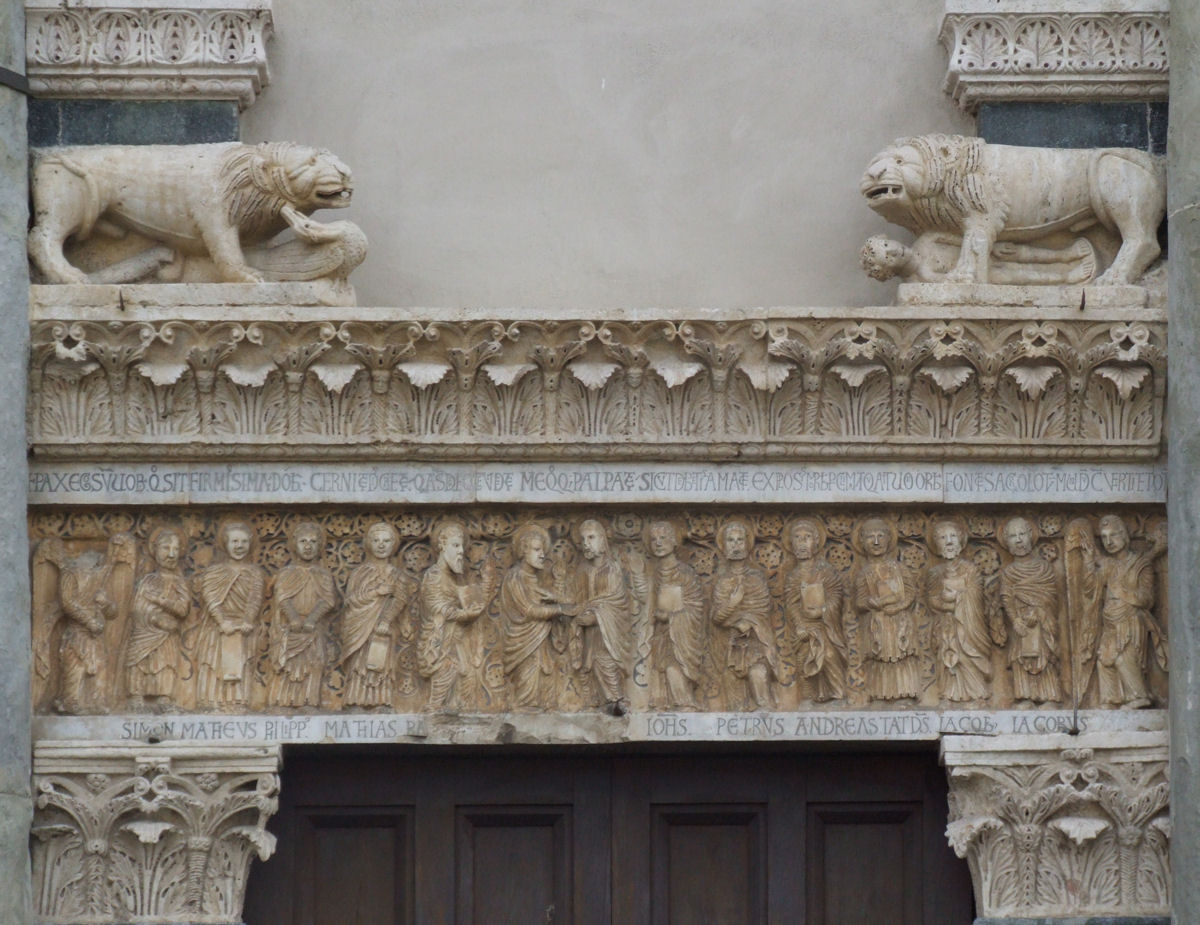
Cristo tra i dodici apostoli di San Bartolomeo in Pantano

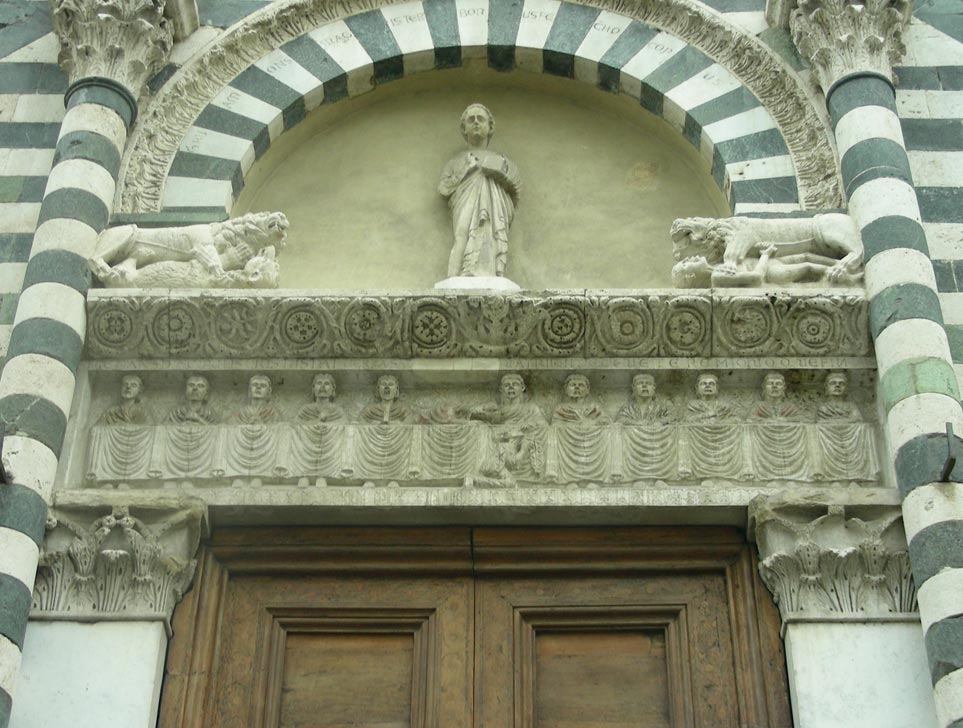
Ultima cena (1167) di San Giovanni Fuorcivitas

Gruamonte (... – seconda metà del XII secolo) è stato uno scultore italiano.

## Opere
Fu tra i protagonisti della scultura romanica a Pistoia, specializzato in architravi scolpite. Sue sono tre opere firmate:
- Cavalcata e adorazione dei Magi (1166[1]) della Chiesa di Sant'Andrea
- Ultima cena (1167) di San Giovanni Fuorcivitas
- Cristo tra i dodici apostoli di San Bartolomeo in Pantano

La Cavalcata e adorazione dei Magi, firmata in collaborazione con il fratello Adeodato, mostra i tre re Magi a cavallo che si presentano da Erode cercando il re nascituro, ma poi ripartono per trovare Gesù Bambino, tenuto nelle braccia della Madonna e con san Giuseppe defilato a destra, avvolto in un ampio mantello e stancamente appoggiato al bastone. La scena, ambientata in un ricco sfondo di girali, si sviluppa in maniera paratattica, con il doppio episodio accostato al primo, e hanno la ieraticità tipica della produzione dell'epoca, anche se alcuni dettagli mostrano una sensibilità al dettaglio, come il lembo svolazzante della veste di uno dei Magi che allude al movimento. Il servo inginocchiato davanti a Erode sta forse ricevendo l'ordine per la strage degli innocenti.
Più statici sono i rilievi dell'Ultima cena e di Cristo tra i dodici apostoli, dove i personaggi sono affiancati ritmicamente, con pieghe convenzionali dei panneggi o delle tovaglie (nel caso dell'Ultima cena), che sono legate a un gusto ancora simbolico e bizantino, piuttosto che attento al dato naturale.
I maestri a cui è più vicino sono Guglielmo, autore del primo pergamo del Duomo di Pisa, e agli scultori provenzali, con le figure allungate, anche se il suo stile è più popolaresco. Ampio è, nelle sue opere, il ricorso al trapano per fare forellini in cui incedano le ombre.
A Gruamonte si ispirò a sua volta Biduino, autore degli Episodi evangelici per la Pieve di San Casciano a Settimo presso Pisa (1180).